# Josua Opitz

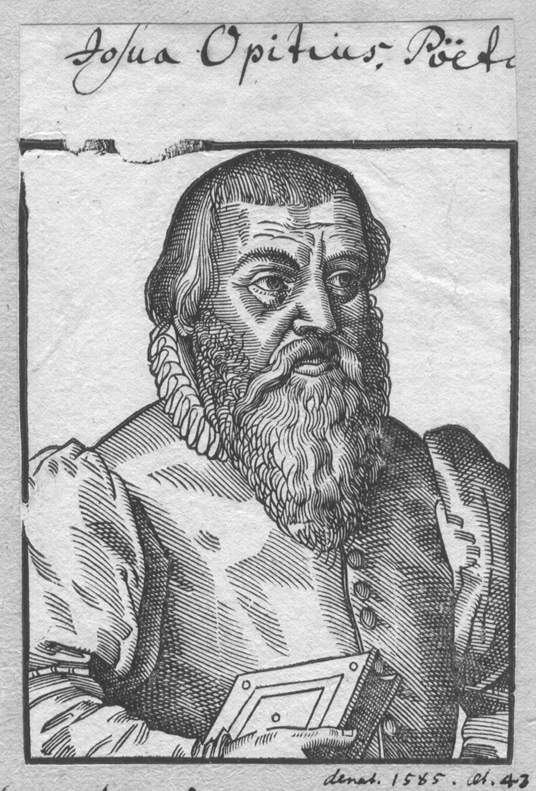
Josua Opitz; Stich von Tobias Stimmer (1539–1584) / Christoph Murer (1558–1614), Druck von 1590

Josua Opitz (auch: Opitius oder Iosua Opicius) (* 1542 in Neukirchen/Pleiße in der Markgrafschaft Meißen; † 11. Novemberjul. / 21. November 1585greg.
in Büdingen) war ein deutscher lutherischer (flacianischer) Theologe und Pädagoge, der in Deutschland und Österreich wirkte.

## Leben

### Kursachsen und Gera
Josua Opitz wurde in Neukirchen bei Zwickau in der Markgrafschaft Meißen geboren. Er muss auffallend groß gewesen sein: David Chytraeus (1530–1600) nennt in einem Brief von 1580 Wolf Christoph von Mamming († 1592) zu Nußdorf ob der Traisen „eine schlank gewachsene Person, fast über Opitz hinausreichend“.
Josua Opitz aus Neukirchen immatrikulierte sich im Sommersemester 1560 an der Universität Leipzig. 1562 war Josua Opitz Pfarrer in Burkhardtsdorf bei Chemnitz. Am 5. März 1566 erwarb er an der Universität Wittenberg den akademischen Grad eines Magisters. 1566 wurde Opitz als Flacianer aus dem Kurfürstentum Sachsen ausgewiesen. 1566 bis 1570 war er Diakonus in Gera und unterschrieb dort 1567 die gnesiolutherische, flacianisch ausgerichtete sog. „Reußisch-schönburgische Konfession“.

### Regensburg

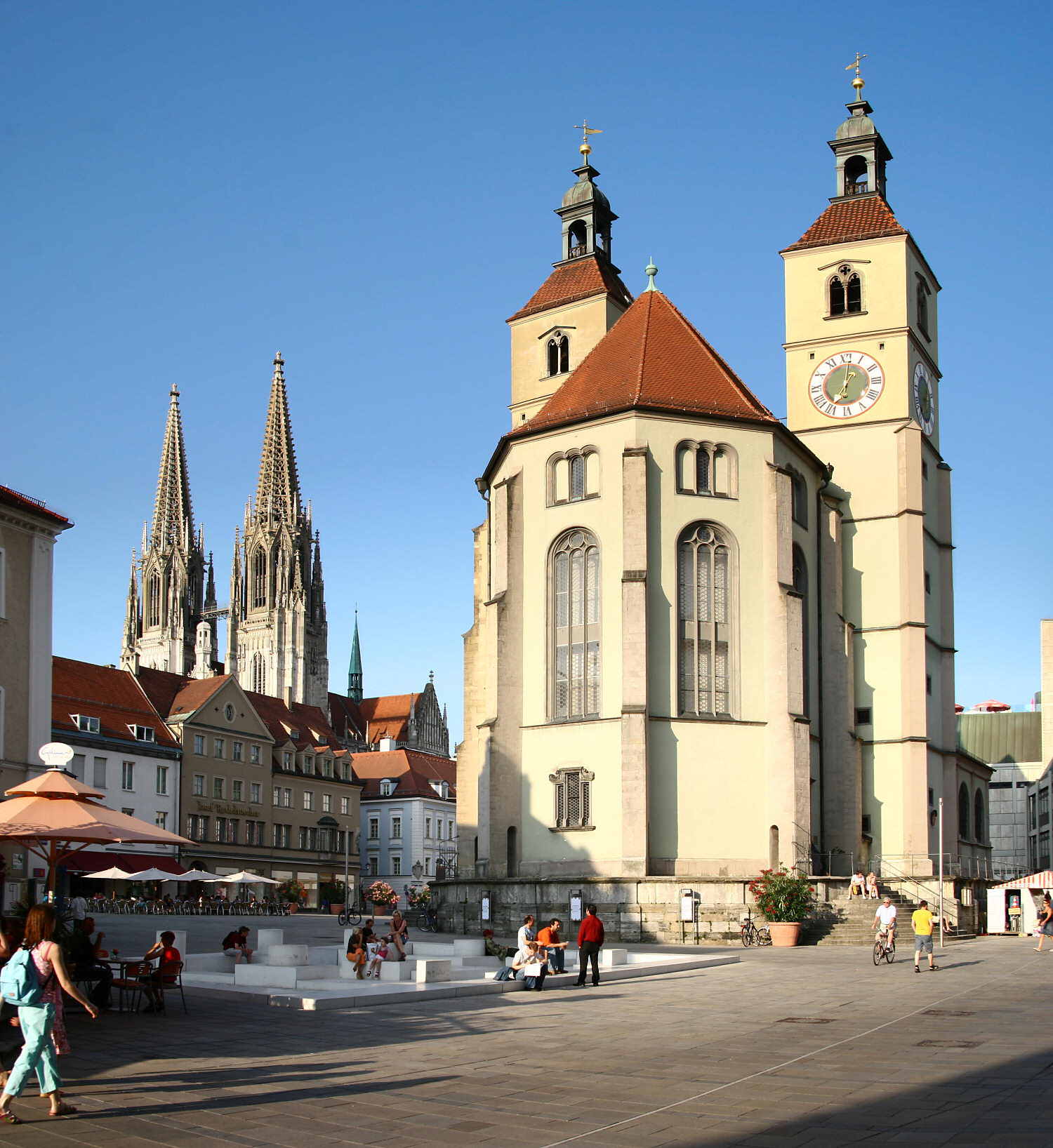
Neupfarrkirche in Regensburg

1570 wurde er Diakonus und kurz darauf als Nachfolger des ebenfalls flacianisch gesinnten Nicolaus Gallus (um 1516–1570) Superintendent in der Freien Reichsstadt Regensburg. Zu der für den Elementarunterricht bestimmten Schrift „Das Buechlein Jesu Syrachs in Gesangweiß verfast“ der Regensburger Schulmeisterin Magdalena Heymair (um 1535–nach 1586) verfasste Opitz ein Vorwort. Der Rektor des Gymnasiums poeticum Mag. Hieronymus Haubold (um 1535–1579) widmete 1572 Josua Opitz, dem Ratsherrn und Stadtkämmerer Haubold Flettacher († um 1588), dem Rechtskonsulenten Michael Pühlmeier (Pühelmair) (1531–1590) und dem kaiserlichen Notar und Stadt-Syndikus Johann Linda (Tilianus) (1514–1583) eine lateinische Grammatik. 1570 bot er dem von Ausweisung bedrohten flacianischen Greizer Superintendenten Georg Autumnus († 1598) eine Berufung in die Steiermark an.
Nachdem Martin Chemnitz (1522–1586) im November 1573 im Auftrag von Herzog Julius von Braunschweig (1528–1589), den der Regensburger Rat darum gebeten hatte, ein Gutachten über die Erbsündenlehre der dortigen Theologen verfasst hatte, wurde Opitz am 6. Februar 1574 zusammen mit Hieronymus Haubold und den beiden Pfarrern Mag. Hieronymus Peristerius († 1587?) und Wolfgang Viereckel vom Magistrat als Flacianer entlassen. Mit Peristerius überwarf sich Opitz später, als dieser 1578 seine Auffassung widerrief.
Im Nachgang der Angelegenheit entspann sich 1574 eine bis 1582 anhaltende literarische Auseinandersetzung zwischen dem Rat der Stadt Regensburg bzw. dem Stadtschreiber Magister Johann Eppinger († um 1596), der eine Rechtfertigungsschrift veröffentlichte, Opitz und dem Regensburger Pfarrer Wolfgang Waldner († 1583/1591), der Opitz' Verteidigungsschrift zu widerlegen versuchte.

### Wien
Am 13. April 1574 erhielt Opitz das Berufungsschreiben zum Prediger des Herren- und des Ritterstandes im niederösterreichischen Landhaus in Wien. Seine Predigten hatten großen Zulauf; angeblich kamen manchmal über 8.000 Menschen zu ihm ins Landhaus. Kaiser Maximilian II. riet jedoch den Ständen, anstelle des „friedhässigen und hadrigen“ Opitz einen anderen Prediger zu wählen. 1575 fand zur Beilegung des Streits in Horn ein ergebnisloses Kolloquium statt mit den Flacianern Opitz, Lorenz Becher (* 1546; † nach 1584) und Johann Friedrich Coelestin († 1578) aus Stein auf der einen, Mag. Jakob Heilbrunner (1548–1618) auf der anderen Seite; 1577 übernahm Coelestin eine Pfarrstelle in Wien. Kollege von Opitz in Wien war zunächst Becher, der jedoch 1576 als Pfarrer nach Horn wechselte. Durch Vermittlung von Opitz kam 1576 Rupert Artzhofer (1544; † nach 1581) als Pfarrer zu Freiherr Sigmund von Landau (1543–1607) nach Dürnkrut und Ebenthal.

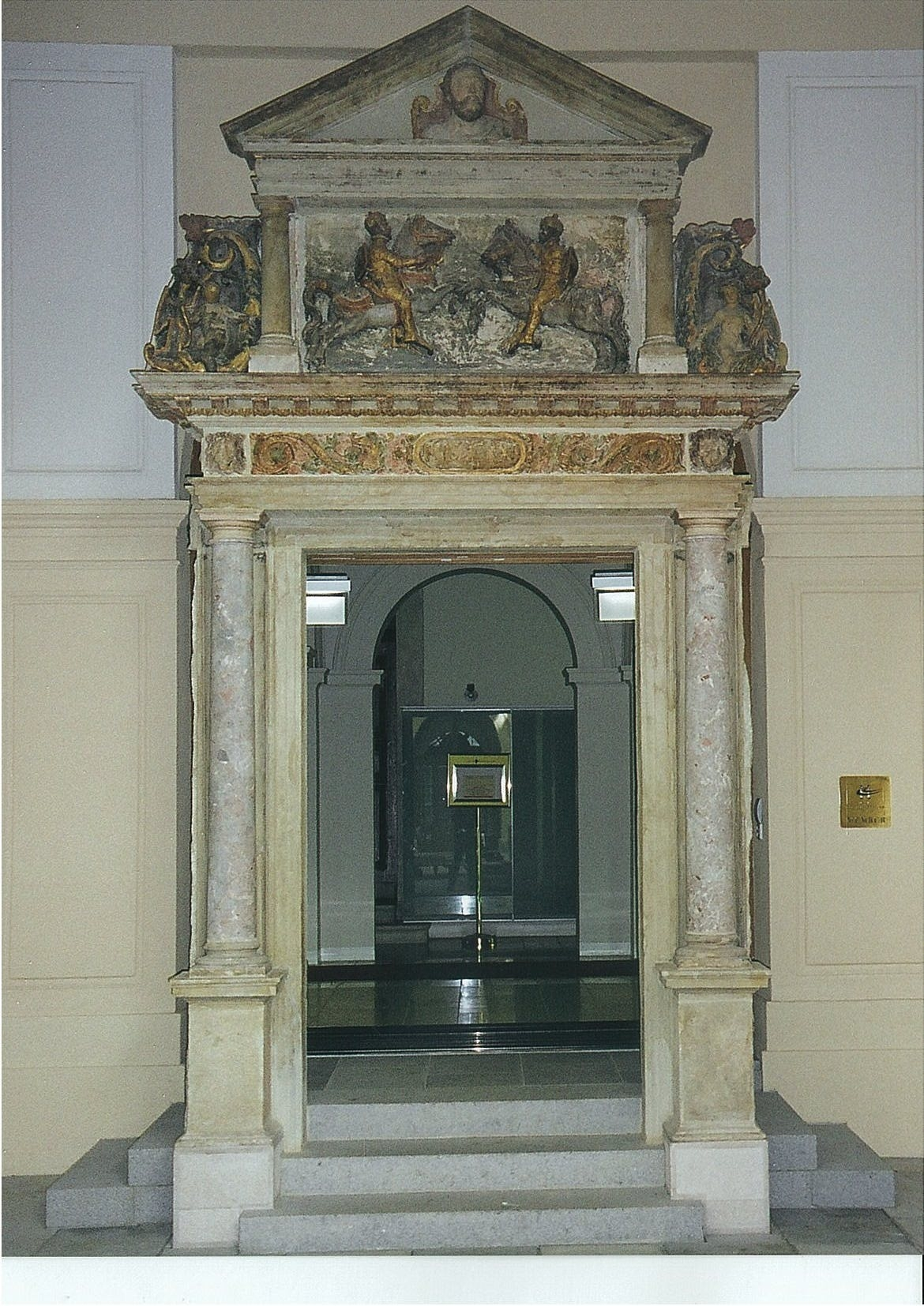
Renaissanceportal des Niederösterreichischen Landhauses in Wien, 1571

Nachdem Opitz 1575 im Nachgang und Zusammenhang der Regensburger Auseinandersetzungen in Mansfeld sein Bekantnis Von der Erbsünde hatte drucken lassen, wurden 1576 die Universitäten Rostock und Frankfurt an der Oder um eine Begutachtung seiner Schriften gebeten; Chytraeus nahm die aus Wien übersandten Unterlagen in Wolfenbüttel entgegen. Er forderte Opitz, Coelestin und Mag. Christoph Reuter († 1581) in einem Schreiben vom 24. Juni 1576 zur Wahrung des Kirchenfriedens auf. Erbtruchsess Michael Ludwig von Puchheim (1512–1580), Hofkriegsrats-Präsident Wilhelm von Hofkirchen, Mento Gogreve und Ambrosius Ziegler († 1578) veranlassten Polycarp Leyser d. Ä. dazu, sich in einem Brief an Jakob Andreae über das Wirken von Opitz zu beschweren, dem vorgeworfen wurde, ein Flacianer zu sein.
Josua Opitz wurde in den sogenannten Passauer Gravamina der katholischen Stände vom 1576 stark angegriffen. Die Lage für die österreichischen Protestanten verschlechterte sich entscheidend, als Kaiser Maximilian II. (1527–1576, reg. 1564) am 12. Oktober 1576 in Regensburg starb. 1577 erregte eine Auseinandersetzung zwischen Opitz und dem Jesuitenpater Georg Scherer (1540–1605) wegen einer Predigt von Opitz über den ehelosen Stand und die Auswirkungen des Zölibats Aufsehen. Mit dem Franziskanerpater und Hofprediger in Innsbruck, dem späteren Weihbischof von Brixen Johannes Nas (1534–1590) führte er 1577/78 eine literarische Auseinandersetzung über das Abendmahl „in beiderlei Gestalt“.
1577 führte Opitz in Wien mehrere Ordinationen durch, etwa bei Balthasar Grave (* 1551; † nach 1580), Johann Weiß († nach 1580) oder Hieronymus Schütz (Sagittarius) († nach 1580). Opitz hielt auch Leichenpredigten im Alten Rathaus, so für den verstorbenen Rats- und Stadtschreiber Franz Igelshofer (um 1505–1577), wogegen sich Erzherzog Ernst von Österreich (1553–1595) – der den noch abwesenden neuen Kaiser 1576/77 vertrat – im Januar 1577 scharf beim Rat der Stadt Wien verwahrte. Kaiser Rudolf II. (1552–1612, reg. ab 1576) beauftragte am 3. Mai 1577 Erzherzog Ernst in einem Brief aus Bautzen, dem Treiben der evangelischen Prädikanten in Wien ein Ende zu machen. Ernst verbot daraufhin den Bürgern Wiens am 7. Juni 1577, an den Gottesdiensten des protestantischen Adels im Landschaftshaus teilzunehmen.
Im August 1577 planten der flacianisch gesinnte Landmarschall Hans Wilhelm von Roggendorf (1531–1590), der kaiserliche Rat Gundaker XI. von Starhemberg (1535–1585) und der ständische Verordnete Wolf Christoph von Mamming ein Streitgespräch über die Erbsünde zwischen Josua Opitz und Ambrosius Ziegler von dem jedoch nicht überliefert ist, ob es zustande kam.

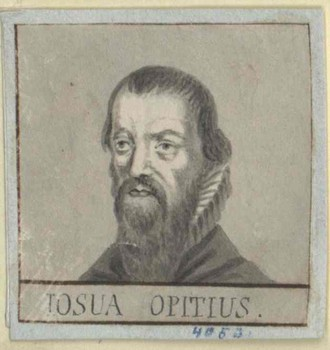
Josua Opitz; Porträtsammlung der Österreichischen Nationalbibliothek

Am 10. Mai 1578 lud Kaiser Rudolf II., der Opitz nach einem Bericht des offensiv katholisch eingestellten Reichshofrates Dr. Georg Eder (1523–1587) schon einmal eine Stunde persönlich wegen seiner scharfen Predigten verhört hatte, die protestantischen Prediger vor und verbot ihnen das Halten von Gottesdiensten in Wien. Am folgenden Tag reichten Opitz, Mag. Johann Tettelbach d. J. (1546–nach 1586) und der Präzeptor Mag. Paul Sesser († nach 1596) bei den Landständen ihren Rücktritt ein. Kurz darauf, am 29. Mai 1578, wurde nach mehr als 15-jähriger Unterbrechung wieder eine öffentliche Fronleichnamsprozession in Anwesenheit von Rudolf II. begangen, die so massiv gestört wurde (sog. „Milchkrieg zu Wien“), dass bei der Wiederholung eine Woche später die Bevölkerung ausgeschlossen wurde. Unmittelbar nach diesem Ereignis wurde Opitz am 21. Juni 1578 zusammen mit Tettelbach, Michael Hugo († nach 1584) und Sesser aus Wien ausgewiesen. Auch der neu gewählte Rektor der Universität Wien, der Jurist Dr. Johann Baptist Schwarzenthaler († 1615), der als Lutheraner aus Gewissensgründen nicht an der Prozession teilnehmen wollte, wurde von Rudolf II. abgesetzt.
Die Vertreibung von „Opicius“ und den anderen evangelischen Predigern aus Wien am 21. Juni wurde von Hubert Languet schon in einem Brief vom 16. Juli 1578 aus Köln an Philip Sidney geschildert.

### Horn
Opitz ging zunächst nach Horn in Niederösterreich, wo er und seine Frau im Winter 1578/79 bei dem Erbtruchsess in Österreich Veit Albrecht von Puchheim (um 1532–1584) Aufnahme fanden. Opitz sandte von dort ein „Sendschreiben an alle ware Christen, unnd bestendige Bekenner des heyligen Euangelij vnsers HErren Jesu Christi zu Wien in Osterreich“.
Josua Opitz könnte sich nach dem Traktat „Magdeburgius von Spangenberg, Irenaeus, Opitius zu Dondelskirchen widerlegt“ kurzzeitig auch in Donnerskirchen am Neusiedlersee aufgehalten haben, das in der damals protestantischen Herrschaft Eisenstadt-Forchtenstein lag. 1577 bis 1582 wirkte in Donnerskirchen der flacianische Pfarrer Johann Hauser († nach 1594), der 1583 nach seiner „Exulierung“ einen Auszug aus Opitz' Schrift Menschen Spiegel veröffentlichte.

### Hohenlohe
1579/80 fand Opitz Unterstützung bei den Brüdern Sebastian d. J. (1532–1598), Johannes (Hans) (1534–1594) und Albrecht von Crailsheim (1536–1593) zu Morstein, Braunsbach und Erkenbrechtshausen, die in ihren fränkischen Besitzungen viele vertriebene Flacianer aufgenommen hatten. Er widmete ihnen später eine Predigt zum Michaelistag; auch Eberhard von Stetten (1527–1583) zu Kocherstetten und seinen Sohn Wolf von Stetten († 1619) erwähnt er als Unterstützer der Flacianer. In Hohenlohe hielten sich wie Opitz um diese Zeit neben anderen auch Christoph Irenäus (* um 1522; † um 1595), Johann Eschner (Fraxineus) (* um 1540; † nach 1606) und Caspar Kirch oder Paul Reinecker auf.

### Büdingen

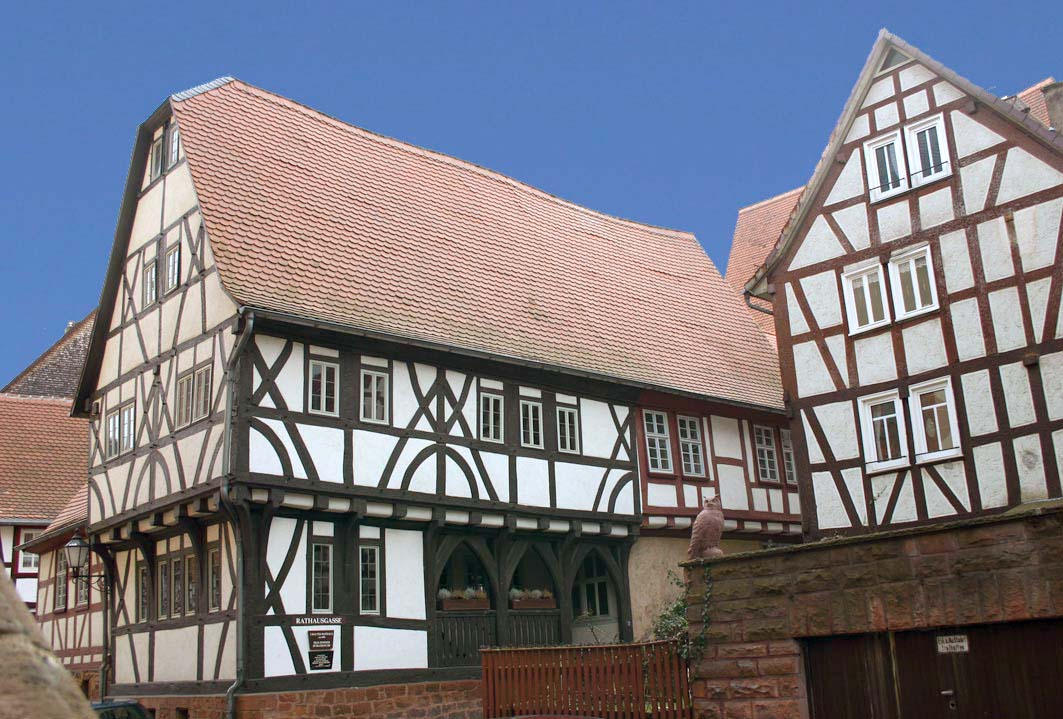
Das ehemalige Pfarrhaus in Büdingen aus dem 15. Jh.

Eine geplante Berufung von Opitz an die lutherische Gemeinde in Antwerpen kam nicht zu Stande. 1579 oder 1580 wurde er Pfarrer in Büdingen in der Grafschaft Isenburg als Prediger von Ludwig III. von Isenburg zu Büdingen in Birstein (1529–1588), den Opitz 1581 mit seiner zweiten Ehefrau Marie von Hohenstein zu Klettenberg († 1586) traute. Als Stadtpfarrer führte er die Schulaufsicht und stellte 1580 ein „Schulgesetz“ für die Lateinschule in Büdingen zusammen, das einen Lehrplan bzw. Lektionskatalog und einen Stundenplan enthielt.
Opitz korrespondierte in dieser Zeit mit Georg Nigrinus, Pfarrer zu Echzell in der Wetterau und Superintendent von Alsfeld und Nidda, der einige polemische Schriften im Stil des Grobianismus gegen Johannes Nas und Georg Eder veröffentlichte. Er unterstützte von Büdingen aus auch Cyriakus Spangenberg (1528–1604) und Christoph Irenäus literarisch in einer inner-flacianischen Auseinandersetzung gegen Joachim Magdeburg (* 1525; † um 1587) nach der Veröffentlichung der sog. Eferdingischen Vergleichung. 1584 veröffentlichte Opitz ein Trauergedicht auf den jung verstorbenen Gilbert Ehemann (* um 1567; † 1584). Dessen Vater, dem isenburg-ronneburgischen Rat und Sekretär Martin Ehemann († nach 1586) hatte Opitz 1582 den Druck einer Predigt über sein Verständnis des Abendmahls gewidmet.
Josua Opitz starb 1585 zwei Wochen nach seiner Frau Judith, geb. Kruginger (begraben am 27. Oktoberjul. / 6. November 1585greg.) in Büdingen an der Pest. Die Leichenpredigt hielt sein Freund Michael Eichler. Opitz habe mit einem „Löwenherzen“ in der Brust „gedonnert, (wie er mit solcher Weise von Gott zugerichtet war) wider Pabst, Jesuiter, Mönch, Pfaffen, Nonnen, und alle Greuel des Papsthums, auch alles gottlos Wesen und Untugend der Menschen“ und um seiner Lehre willen vor Kaiser und Räten gestanden. Auch seine Kinder Henrich, Christophel, Martin, Maria und ein weiteres Kind starben in der Pestepidemie 1585, in der „Gott den fromen vnd getrewen Seelsorger M. Iosuam Opitium … nicht nur allein für seine Person hinweg genomen: Sondern jm auch das Hauß dermassen gereumet hat, das vom 3. Octobris an biß zum 11. Nouembris Er, sein Weib vnd fünff Kindlein, das sind 7. Personen daraus gestorben sind.“ Ein älterer Sohn Abraham Opitius († 1599/1600) ist ab 1591 als Pharmacopulus (Apotheker) in Hammelburg und 1594 in der Büdinger Stadtrechnung bezeugt. Abraham Opitz nannte seinen ältesten Sohn nach dem Großvater „Josua“.

## Bedeutung
Opitz war literarisch außerordentlich produktiv und setzte sich in den konfessionellen Auseinandersetzungen des 16. Jahrhunderts sowohl mit innerevangelischen Widersachern als auch mit römisch-katholischen Gegnern auseinander. Außergewöhnlich zu seiner Zeit sind einige pädagogische Schriften, die versuchen, Kindern und Schülern theologische Fragestellungen in altersgerechter Form zu vermitteln.
1584 veröffentlichte der dänische Liederdichter Hans Christensen Sthen (1544–1610) die Übersetzung einer 1582 erschienenen Auslegung von Ps 1  durch Opitz unter seinem eigenen Namen.

## Varia
In Brunn am Gebirge wurde in die von den dortigen „Weinhauern“ in Auftrag gegebene und von dem Formschneider und Maler Donat Hübschmann (vor 1540–1583) gefertigte Tafel (nicht mehr erhalten) für den Hochaltar ein Bild von Josua Opitz aufgenommen, auf dem er Kaiser Maximilian II. (1527–1576) und seiner Frau Maria (1528–1603) das Abendmahl „in beiderlei Gestalt“ reicht. Unter seinen Anhängern kursierte auch ein Holzschnitt von Opitz von 1581 mit einem Gedicht „Opitius die reine Lahr / Tregt trewlich für der Christen Schar …“.

## Josua Opitz der Jüngere
Ein jüngerer Josua Opitius (* um 1565; † vermutlich nach 1635) aus Chemnitz („Chemnicensis“) studierte ab 1583 in Basel und 1586/87 an der Straßburger Akademie. Ihr Rektor Melchior Junius (1545–1604) kündigte im September 1586 ein Kolleg an, in dem die Auffassung von „M. Josua Opitius Misnensis“ („aus der Markgrafschaft Meißen“) „über Krankheit und Beschwernis, die aus Not und Armut empfangen werden“ („de aegritudine ... et molestia, quae ex inopia atque egestate percipiuntur“, wahrscheinlich der Titel einer verloren gegangenen akademischen Disputations-Schrift) kritisch behandelt werden sollte. 1587 veröffentlichen seine Freunde eine Festschrift für ihn und Jakob Fabricius (* 1560; † nach 1610) aus Meißen – Sohn von Georg Fabricius – anlässlich ihrer Graduierung zu Magistern. M. Josua Opitz immatrikulierte sich 1590 an der Universität Jena. Er war dort 1592 Präzeptor (Ludimoderator) des Georg Wilhelm von Zinzendorf (* 1571; † nach 1592), des einzigen Sohns des verstorbenen, evangelisch gesinnten Schloßhauptmanns von Eisenstadt, Hannibal von Zinzendorf (1538–1572), und seiner Frau (⚭ 1568) Agnes von Hoyos. Opitius beteiligte sich mit einem neulateinischen Gedicht an einer Festschrift für den Jenaer Adelsrektor Herzog Magnus von Braunschweig-Lüneburg (1577–1632).
1598 immatrikulierte sich „mag. Josua Opitius Chemnicensis Misnius“ an der Universität Wien. 1602 wurden Magister Josua Opizi für eine Erbgruft auf dem Evangelischen Gottesacker vor dem Schottentor in Wien 30 Gulden auferlegt, 1624 wurde seine Frau dort bestattet. Als Advokat prozessierte er 1616 gegen die Erben von Sebastian II. Grabner zu Rosenberg und Pottenbrunn († 1610), der den Horner Bundbrief unterzeichnete, wegen eines aufgekündigten Schuldbriefes. 1635 trug sich Josua Opitius aus Wien in das Stammbuch von Johann Höpfner (1582–1645) ein.
Die Kolleg-Ankündigung aus Straßburg hat sich im Büdinger Archiv erhalten, so dass eine verwandtschaftliche Beziehung bestehen dürfte. Auch die beiderseitigen Beziehungen zu Wien und zur Herrschaft Eisenstadt legen dies nahe. Josua Opitz d. J. wurde ungefähr zu der Zeit geboren, als Josua Opitz (d. Ä.) Pfarrer in Burkhardtsdorf bei Chemnitz war; vermutlich war er dessen (ältester) Sohn.

## Werke
- Eine Christliche Leichpredigt. Bey dem Begrebnuß des Ehrwirdigen unnd Hochgelehrten Herrn Nicolai Galli, Pfarrhers, und Superintendenten der Christlichen Gemein zu Regenspurg. Johann Burger, Regensburg 1570 (Digitalisat der Bayerischen Staatsbibliothek München)
- Genethliakon. Historia De Miranda Et Salvtifera Natiuitate humana Filij Dei, Domini & Saluatoris nostri Iesu Christi. Elegiaco carmine conscripta, Autore M. Iosva Opitio Ecclesiaste Ratisbonensi. Johann Burger, Regensburg 1571 (Digitalisat der Bayerischen Staatsbibliothek München), (Google-Books)
- In Aureum Clionodion, Microbiblia reverendi patris D. Martini Lutheri Epigramma, à M. Iohanne Tetelbachio exposita von M. Iosua Opitius Ecclesiastes Ratisbonensis F. In: Johann Tettelbach (Hrsg.): Das Guelden Kleinod. D.Mart. Lutheri Catechismus Jn kurtze Frage vnd antwort gefasset Vnd der liebe Jugend einfeltiglich außgelegt, Vorrede von Tilemann Heshusen. 2. Aufl. Katharina Rebart / Kilian Han, Frankfurt am Main 1571 oder Knorr, Nürnberg 1571 (und weitere Auflagen; nicht enthalten in der Erstausgabe Heinrich Geißler, Regensburg 1568) (Digitalisat und Digitalisat der Bayerischen Staatsbibliothek München)
- (Vorrede zu:) Magdalena Heymair: Das Büchlein Jesu Syrachs in Gesangweiß verfast durch Magdalenam Heymairin, Teutsche Schulmaisterin zu Regenspurg vnd der lieben Jugendt zu gutem in Truck gegeben. Mit einer schoenen Vorred. Ephes 5 …, Regensburg 1571 (und weitere Auflagen) (Digitalisat der Staatsbibliothek zu Berlin)
- „Von beider Gestalt des hochwirdigen Sacraments. Gewisser Grund vnd vrsachen, Warumb man das H. Sacrament des Altars anders nicht den[n] in beider Gestalt außteilen vnd empfahen sol. Auch starcke beweisung, das die Bäpstische Communion unter einer Gestalt unrecht. Vnd kein Christ, one nachteil seiner seligkeit, das Sacrament in einer Gestalt empfahen könne. Item widerlegung der vermeinten ursachen, damit die Bäpstler eine Gestalt erhalten wollen. Sampt angehengtem Trost für alle standhafftige Christen so hiervber verfolgung leiden müssen“. Johann Burger, Regensburg 1572 (Digitalisat der Bayerischen Staatsbibliothek München), (Google-Books)
- Epithalamion. Das ist ein Christliche Brautpredigt vom Heiligen Ehestand wider den leidigen Hurn vnd Eheteuffel vnd seine Geselschafft, allen Christlichen Eheleuten nützlich und tröstlich zulesen, Gestellet Zu ehren dem Erbarn und Ehrenvesten Herrn Görgen Edern vnd seiner lieben vertraweten, der Erbarn und tugentsamen Jungkfrawe[n] Clara Möllerin, vnd jetzt in den Truck gegeben Durch M. Josuam Opitium. Johann Burger, Regensburg o. J. [1572]
- Ad pueros in Gymnasio Ratisbonensis. In: Hieronymus Haubold (Hrsg.): ΕΙΣΑΓΩΓΗ grammaticae Philippi Melanthonis Latinae, collecta & edita per M. Hieronymum Hauboldum, Rectorem Scholae Ratisbonensium. Johann Burger, Regensburg 1572, unpaginiert (Digitalisat der Bayerischen Staatsbibliothek München)
- Eine Fastenpredigt von christlichem und antichristischem Fasten wider den bäpstischen abgöttischen Fastenteuffel … gehalten … in der Newen Pfarr zu Regenspurk durch Iosuam Opitium. Johann Burger, Regensburg 1573 (Digitalisat der Bayerischen Staatsbibliothek München), (Google-Books)
- (Handschrift; Abschrift mit polemisch verändertem Titel) Lästerschrift wider Johann Eppinger, 1574; Stadtarchiv Regensburg (Ecclesiastica I, 29, 17, S. 17979–18038; DFG Präsentation: stadtarchiv.regensburg.de)
- Bekantnis Von der Erbsünde und Haubtquelle aller Wircklichen sünden in Adam und allen seinen Nachkomen der Warheit zu stewer, und zu ablehnung vieler groben Calumnien gestelt, Durch M. Josuam Opitium etwa Pfarherrn vnd Superintendenten zu Regenspurgk. Andreas Petri, Mansfeld 1575
- (Mitarbeit in:) Philipp Bartmann,[A 21] Josua Opitz: Ein Christliche Leichpredigt Bey dem Begrebniß weyland des Wolgeborne[n] Herren, Herren Carlen Ludwigen, Herren von Zelcking[A 22], zu Syrendorff… gehalten zu Syrendorff, in Nider Osterreich, dahin die Leich von Raab mit gebürlicher beleidung, geführet, vnd hernach daselbst, den 23. Augusti, dises 1577. Jares … bestettiget worden. Durch Philippum Barbatum Gerlicum Predicanten daselbst, Darzu sind auch komen etliche Lateinische Epitaphia, o. O. 1577
- Menschen Spiegel. Das ist: Von des Menschen stande, Natur vnd Wesen, für vnd nach dem fall, für vnd nach der Widergeburt, in diesem vnd in dem zukünfftigen Leben. Christliche Frage vnnd Antwort, auff guthertziger Christen bitte gestellt, durch M. Iosuam Opitium. Vnd von etlichen seinen Zuhörern vnd gewesenen Pfarrkindern in den druck gegeben, o. O. 1577 (Digitalisat der Bayerischen Staatsbibliothek München), (Google-Books)
  - 2. Aufl. „durch M. Iosuam Opitium, Euangelischen Prediger zu Wien in Osterreich. Von newem vbersehen vnd nachgedruckt“, o. O. 1578 (Digitalisat der Bayerischen Staatsbibliothek München)
  - 3. Aufl.
  - 4. Aufl. Ursel 1582 (Digitalisat der Bayerischen Staatsbibliothek München)
  - (Auszug wiederabgedruckt in:) Joachim Magdeburg: Grund, Vrsach vnd genugsamer auß Gottes waren worten Beweiß: Das die Lere, von der wesendlichen Endschafft der Erbsünd, an den Leiben der bestendigen Christgleubigen, Vnnd das dieselbe erst am Jüngsten tage, in vnd durch die Aufferstehung, als endliche vollzihung jrer Widergeburt, geschehen, o. O. 1582, Scan Nr. 107 und 108 (Digitalisat der Österreichischen Nationalbibliothek Wien)
  - (Auszüge wiederabgedruckt in:) Johann Hauser (Hrsg.): „Von der volko[m]men Wesendlichen Entschafft der Erbsünde. Klare vnd helle sprüche auß Gottes Wort, D. Martini Lutheri heiliger Gedechtnis, M. Cyriaci Spangenbergij, M. Christophori Jrenei vnnd M. Josuæ Opicij Schrifften. Darauß ein jeglicher fromer Christen dem die warheit lieb ist sehen kann… Zusamen gelesen Durch Johannem Hauser Exulem Iesu Christi, mit Auszügen aus Werken von Christoph Irenäus / Martin Luther / Josua Opitz / Cyriacus Spangenberg“, o. O. 1583 (Digitalisat der Staatsbibliothek zu Berlin)
- Kurtze vnd gründliche Erinnerung von dem rechten Zweck der Hauptfrage im Streit von der Erbsünde, o. O. 1578[72] (Google-Books)
- Protestation Wider den vnseligen Abfall M. Hieronymi Pereisterij von erkanter vnd bekanter warheit vnd seine durch den Druck außgegangene Retractation, oder Widerruff, von M. Iosua Opitio, zur rettung seiner Christlichen Lehre vnd Bekantnis, vnd seinen Zuhörern zur warnung gestellt, o. O. 1578 (Digitalisat der Bayerischen Staatsbibliothek München), (Google-Books)
- Sendschreiben an alle ware Christen, unnd bestendige Bekenner des heyligen Euangelij vnsers HErren Jesu Christi zu Wien in Osterreich. Durch Josuam Opitium. Wien 1578
  - (Auszug abgedruckt in:) Georg Scherer: Catholische Glossa oder Erleutterung Georgii Scherers Societatis Iesv Theologi, auff ein Epistel oder Sendschreiben der Vbiquentlerischen Predicanten vnd Professorn zu Tübingen an Griechischen Patriarchen zu Constantinopel. David Sartorius, Ingolstadt 1584, unpaginiert (und weitere Auflagen) (Digitalisat der Bayerischen Staatsbibliothek München)
  - (Wiederabdruck in:) Bernhard Raupach: Erläutertes Evangelisches Oesterreich, das ist Fortgesetzte Historische Nachricht von den vornehmsten Schicksahlen der Evangelisch-Lutherischen Kirchen in dem Erz-Herzogthum Oesterreich. Felginer Witwe, Hamburg 1736. Beylagen, Nr. XXI, S. 171–187 (Google-Books)
- Kurtze und endliche Abfertigung, des schendlichen Lesterbuchs Hansen Nasen, Widerlegung genenant, welches er wider mein Büchlein von beiderGestalt des H. Sacraments außgesprengt, darin[n]en alle der Augßburgischen Confession verwandte Kirchen unnd Stände auffs aller beschwerlichste angetastet und gelestert werden, zu rettung der warheit gestellt. D. Josua Opitius. Euangelischer Prediger zu Wien, o. O. 1578 (Digitalisat der Bayerischen Staatsbibliothek München), (Google-Books)
- Gründlicher Gegenbericht Auff den Regenspurgischen außgangenen Bericht von enturlaubung der Prediger daselbst der Warheit zu stewer vnnd zu ablehnung vieler … Aufflagen auß den fuergeloffenen Acten trewlich zusammen gezogen, M. Josua Opitius der zweyen loeblichen Staende von Herren vnd der Ritterschafft des Ertzhertzogthumbs Osterreich vnter der Ens bestellter Prediger, o. O. 1578 (Google-Books)
- Krone des h. Ehestandes, von vielen kostlichen Stücken, auß dem edeln Goldbechlin des helligen Geistes zusammengetragen, vnd gemacht zu Ehren dem Wolgebornen Herrn Ludwig von Isenburgk, Grauen zu Büdingen. Vnd dem auch wolgebornen Frewlin, Frewlin Maria, weiland des wolgebornen Herrn, Herrn Volckmar Wolffen, Grauen von Honstein, Herrn zu Lahr vnd Klettenberg, hinterlassener Tochter, wol gedachtes Grauen geliebten Gespons. Nützlich, lieblich vnd tröstlich allen christlichen Eheleuten. Nikolaus Heinrich d. Ä., Ursel 1581
- Der erste Psalm Dauids, kurtz vnd einfaltig durch Frage und Antwort erkläret und außgelegt Durch M. Josuam Opitium zu Budingen Pfarrherrn etc. Dem Ehrnhafften vnd Wolgeachten Marx Schöner vn[d] seiner geliebteb Brawt, der Tugensamen Frawen Amilia, weiland Philipsen Bawmans Isenburgischen Schultheiß zu Budingen hinterlassener Wittib. Basel 1582 (Digitalisat der Bayerischen Staatsbibliothek München)
  - (Plagiatsübersetzung) Hans Christensen Sthen: Saligheds Vey, Det er: En kaart og Enfoldig Forklaring, Offuer den Første Kong Dauids Psalme. Matz Vingaard, Kopenhagen 1584[56] (Digitalisat im Internet Archive)
- Defension-Schrifft, Mein, M. Josuae Opitij, wider die durch Wolff Waldern[73], jetzo Beichthörer zu Regenspurg, ausgesprengte Lesterkarten, und vermeynte Abfertigung, meines durch offenen Druck ausgangenen gründlichen Gegenberichts, auff jren ausgesandten Bericht, von der Anno 74. daselbst fürgeloffenen Verfolgung. Zu stewer der Warheit und Rettung meiner Christlichen Lere und Bekantnis von der Erbsünde … in Druck gegeben …, Ursel: Nikolaus Heinrich d. Ä. 1582 (Digitalisat der Österreichischen Nationalbibliothek Wien)
  - (Auszug wiederabgedruckt in:) Joachim Magdeburg: Grund, Vrsach vnd genugsamer auß Gottes waren worten Beweiß: Das die Lere, von der wesendlichen Endschafft der Erbsünd, an den Leiben der bestendigen Christgleubigen, Vnnd das dieselbe erst am Jüngsten tage, in vnd durch die Aufferstehung, als endliche vollzihung jrer Widergeburt, geschehen, o. O. 1582, Scan Nr. 108 (Digitalisat der Österreichischen Nationalbibliothek Wien)
  - (Auszug wiederabgedruckt in:) Josias Udenius / Joachim Magdeburg: Eingang. Zum Streit von der Christglaubigen verstorbnen Leichnam. I. Notwendige Erinnerung von der Hauptsache dieses Streits durch Iosiam Vdenivm. II. Christliche Warnung an M. Cyr. Spangenberg durch Ioachimvm Magdeburgivm, o. O. 1583, Scan Nr. 45 (Digitalisat der Österreichischen Nationalbibliothek Wien)
- Eine Predigt von der Gegenwertigkeit des waren Leibs und Bluts unsers Herrn und Heylands Jesu Christi, im heiligen Nachtmal, Ursel: Nikolaus Heinrich d. Ä. 1582 (Digitalisat der Bayerischen Staatsbibliothek München), (Google-Books)
- (Mitarbeit (Approbationsvermerk)[74] in:) Cyriacus Spangenberg: Proba Der Efferdingischen Vergleichung[75] vber dem Streit von der Endtschafft der Erbsünde, o. O. 1583 (Digitalisat der Bayerischen Staatsbibliothek München)
- Nützlicher Bericht Von den Engeln was jr Wesen, Vnterscheid, Eygenschafft vnd Wercke anlanget. Auch wes sich ein Christ wider den Teuffel zu trösten vnd wie er die heiligen Engel bey sich haben vnd behalten könne …, M. Iosua Opitius zu Büdingen Pfarherr etc., Ursel: Nikolaus Heinrich d. Ä. 1582 (Digitalisat der Bayerischen Staatsbibliothek München), (Google-Books)
- Vorrede an den Christlichen Leser. In: Michael Eichler: „Güldenes Kleinot Christlicher Wallbrüder. Sehr hochtröstlicher Bericht von dem Creutz vnd Leiden der Christgleubigen Wie solches nirgend anders denn aus dem hohen Thron des Himels herkome vnd allein den waren Kindern Gottes von jrem Himlischen Vater … zugeschickt werde.“ Aus den Worten Christi Johan. am 16 … Beschrieben durch Michael Eychlern. Mit einer Vorrede M. Iosuae Opitij, Ursel: Nikolaus Heinrich d. Ä. 1583 (Digitalisat der Bayerischen Staatsbibliothek München)
- „Kinder Bibel. Der kleine Catechismus D. Martini Lutheri, mit schönen Sprüchlein heiliger Schrifft erkleret … Item, Widerlegung der fürnemesten Jrthumen, so darwider streitten … sampt den Bete und Tischgebetlein der Haußtafel, Zugericht für die Kirche und Jugend zu Budingen“, Ursel 1583
- (Übersetzer und Herausgeber, Verfasser der Vorrede) Pveris in schola Budingensi S. D. In: Matthäus Judex (Matthäus Richter, 1528–1564): Corpvscvlvm Doctrinae, hoc est, Partes praecipuae, & summa Christianae Doctrinae, Pueris in Schola Domiq[ue] Quaestiunculis propositae, & vbiq[ue] ad Catechisimi fundamentum relatae. Á M. Matthaeo Ivdice. Nunc latinogermanicè concinnatae, pro pueris in schola Budingensi. Psalm 119 … Nikolaus Heinrich d. Ä., Ursel 1583, unpaginiert (Digitalisat der Herzog August Bibliothek Wolfenbüttel)
  - weitere Auflagen
- (Beitrag in) Josua Opitz, Eberhard Mohr, Johannes Tendel,[76] Melchior Junius, Anton Fabricius:[77] Epitaphia in obitum rarae pietatis et praestantissimae indolis adolescentis Gilberti, clarissimi viri dn. Martini Ehemanni consiliarii et secretarii Isenburgici etc. dilecti filii. Nikolaus Basse, Frankfurt am Main 1584
- Das Gespreche Christi des Herren, mit Nicodemo dem Jüdischen Rabi, Von der alten fleischlichen Geburt und Natur aller Adamskinder. Und von der Geistlichen Widergeburt der Kinder Gottes zum ewigen Leben. Oder von der Alten und Newen Creatur, aus dem 3. Capittel Johannis erkleret. Zu Ehren … Ludwigs von Jsenburg, Graven zu Büdingen, jungen Herrlein, Volckmar Wolffen[A 23], so dem Gnaden Reich … Christi, durch die H. Tauffe eyngeleibet ist. Am Sontag Trinitatis … 1584. Nikolaus Heinrich d. Ä., Ursel 1585
- „Eine Predigt vom streit deß Großfürsten Michaelis und seiner Engel, mit dem grossen Drachen und seinem Anhang. Gehalten am Tage Michaelis, auß der Offenbarung Johannis, am zwölfften Capitel, M. Iosua Opitius“, Pfarrherr zu Büdingen. Georg Baumann, Erfurt 1584
  - Eine Predigt vom streit des Grosfürsten Michaelis und seiner Engel, mit dem grossen Drachen und seinem Anhang. Gehalten am Tage Michaelis, aus der Offenbarung Johannis, am 12. Capitel, M. Iosua Opitius, zu Büdingen Pfarrherr. 2. Aufl. Nikolaus Heinrich d. Ä., Ursel 1587 (Digitalisat der Universitätsbibliothek Frankfurt am Main)